# Odontophora
Super-famille
Les Odontophorasont une super-famille d'oursins réguliers de l'ordre des Camarodonta.

## Caractéristiques
Cette super-famille se distingue dans l'ordre des Camarodonta par certaines apomorphies au niveau de sa lanterne d'Aristote.
Elle a été définie en 2010 par Andreas Kroh (d) et Andrew Benjamin Smith (d).

## Liste des familles
Selon World Register of Marine Species (28 décembre 2013) :
- Famille Echinometridae Gray, 1855
- Famille Strongylocentrotidae Gregory, 1900
- Famille Toxopneustidae Troschel, 1872

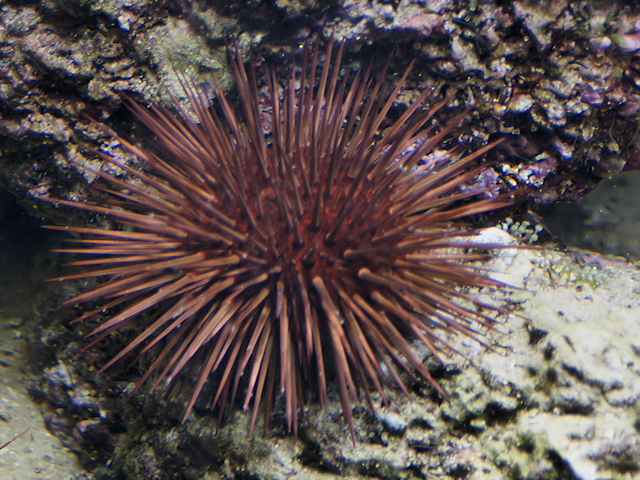
Echinometra lucunter.
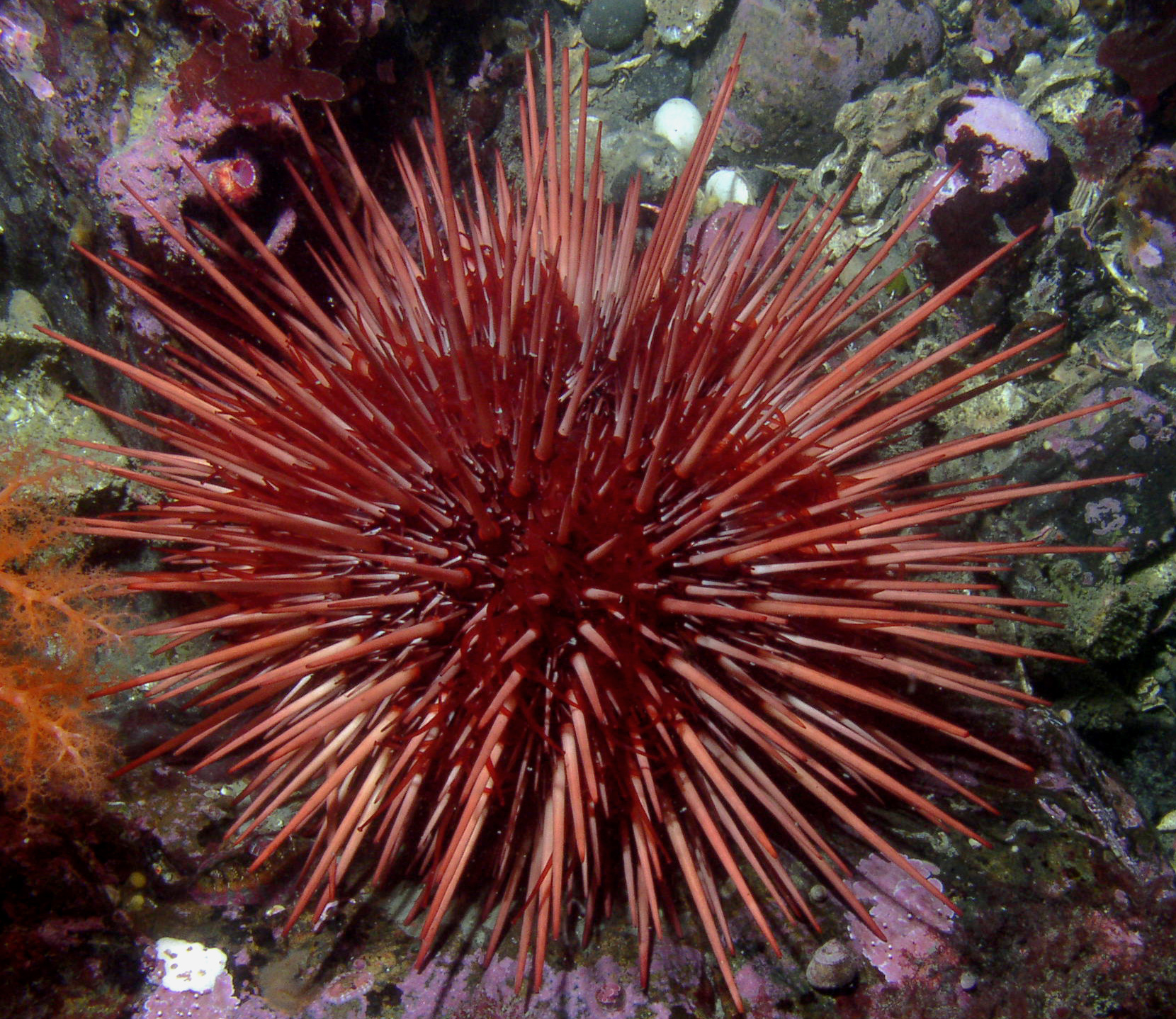
Strongylocentrotus franciscanus.
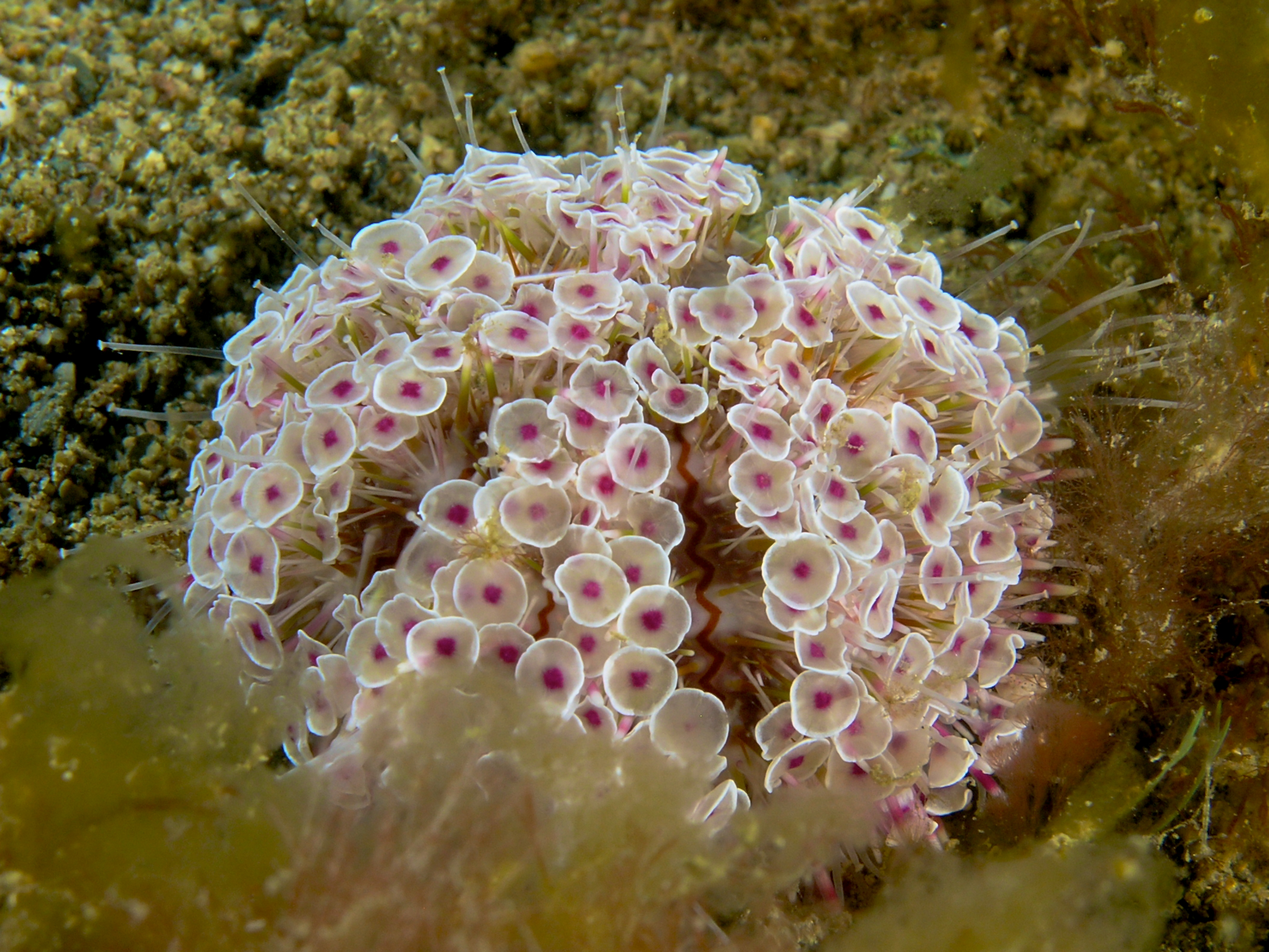
Toxopneustes pileolus.

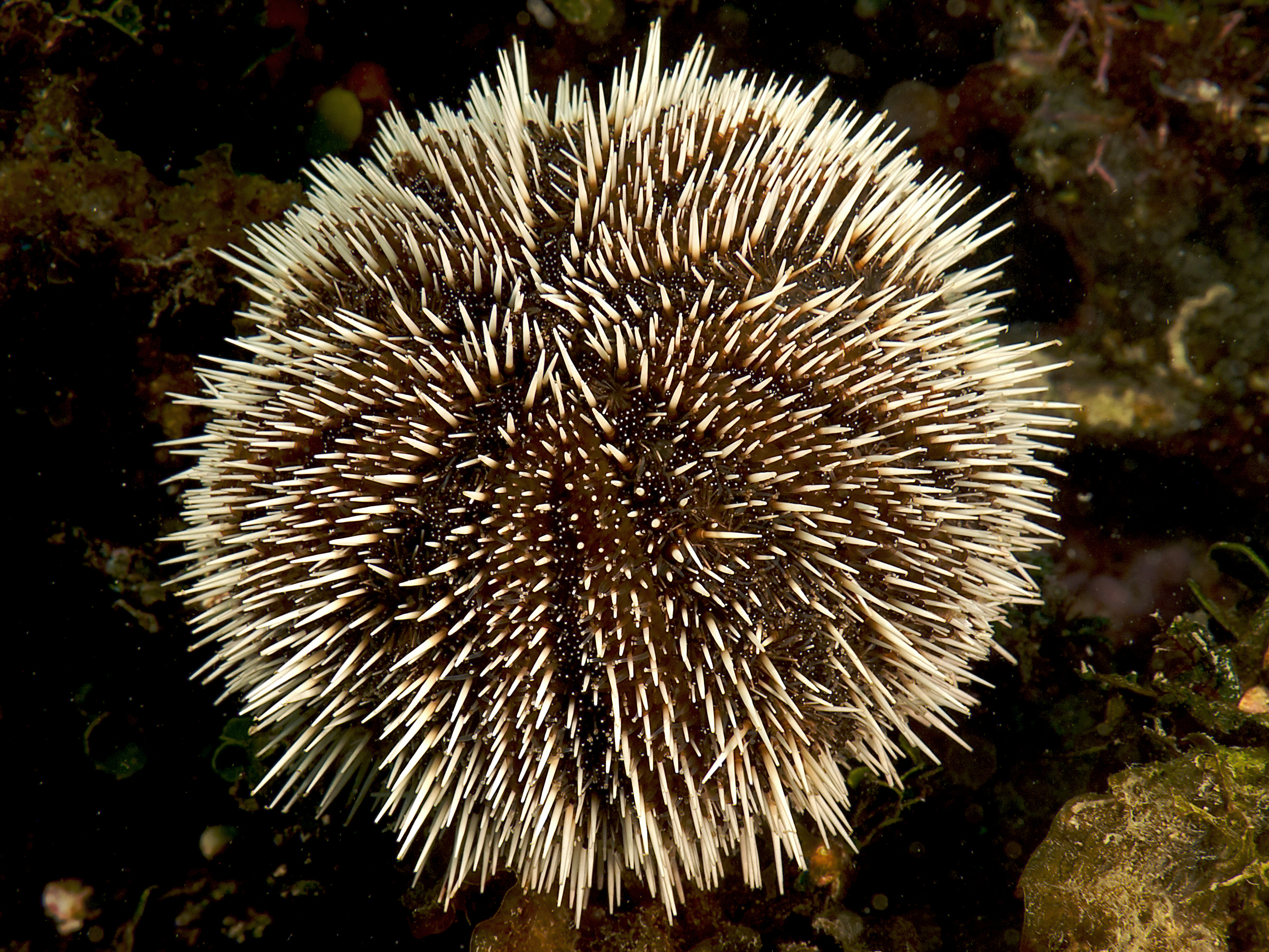
Tripneustes ventricosus.
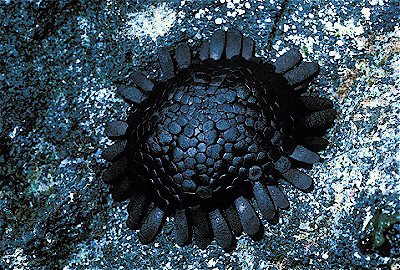
Colobocentrotus atratus.
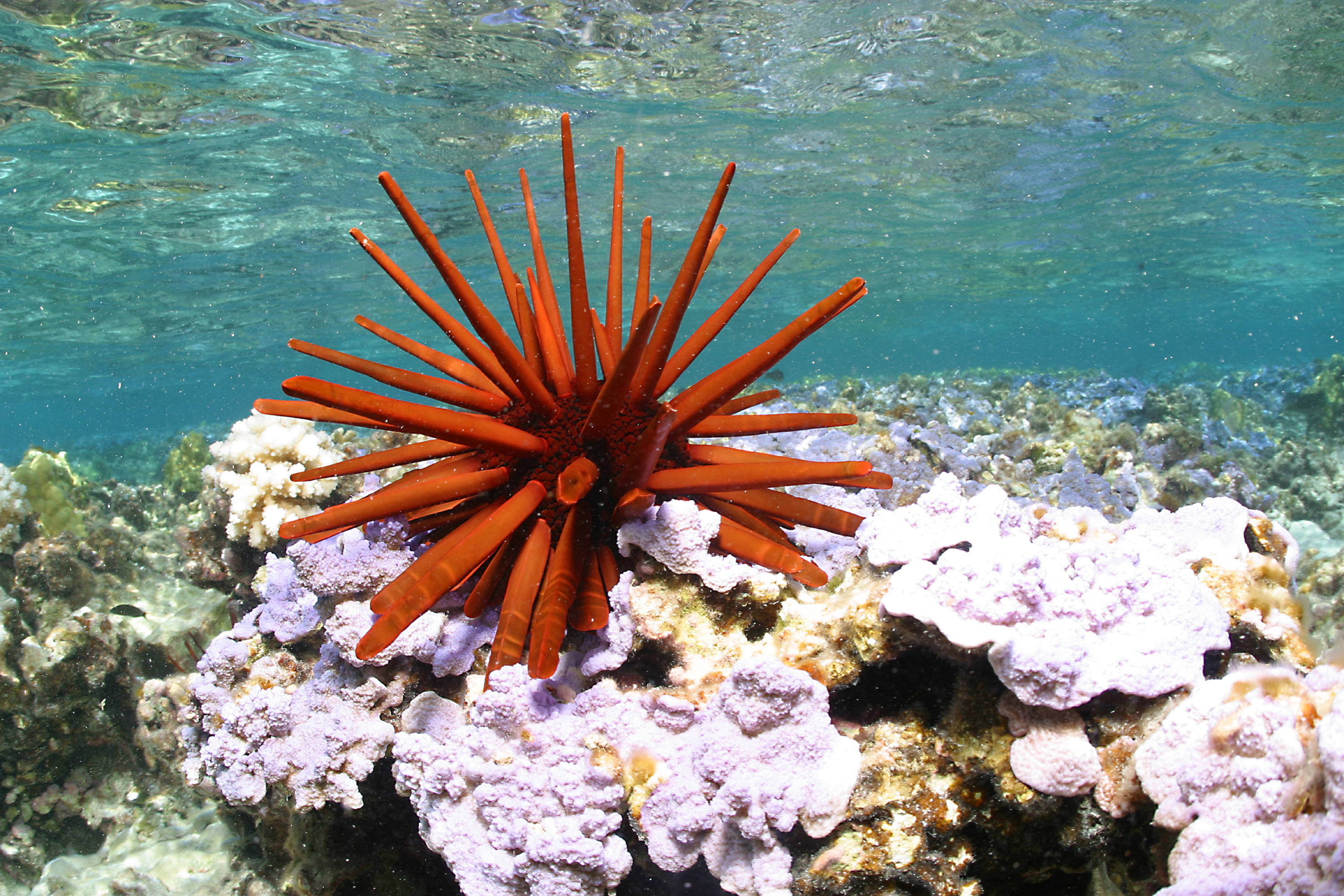
Heterocentrotus mammillatus.